# Меннедорф
Меннедорф (нем. Männedorf) — коммуна в Швейцарии, в кантоне Цюрих.
Входит в состав округа Майлен. Население составляет 9694 человека (на 31 декабря 2007 года). Официальный код — 0155.